# 목사동초등학교
목사동초등학교는 대한민국 전라남도 곡성군 목사동면 주목로 713 (평리)에 있었던 공립 초등학교이다.
현재는 관리가 잘 안되고 있어 건물 주변에 잡초가 무성하다.

## 연혁
- 1924년 12월 16일 목사동공립보통학교(4년제 4학급) 개교설립인가 10월 31일(목사동면 주목로 539)
- 1938년 4월 1일 목사동공립심상소학교로 개칭
- 1941년 4월 1일 목사동공립국민학교로 개칭
- 1950년 4월 1일 목사동국민학교로 개칭
- 1981년 3월 1일 병설유치원 설립인가
- 1996년 3월 1일 목사동초등학교로 개칭
- 1996년 3월 1일 기룡국민학교 통합
- 1999년 9월 1일 평호초등학교 통합
- 2000년 3월 1일 목사동중학교와 통합 및 교사 이전
- 2005년 3월 1일 석곡초등학교로 통합(6학급 43명)